# Aquidauana (ort)
Aquidauana är en ort i Brasilien.   Den ligger i kommunen Aquidauana och delstaten Mato Grosso do Sul, i den södra delen av landet, 1 000 km sydväst om huvudstaden Brasília. Aquidauana ligger 157 meter över havet och antalet invånare är 35 303.
Terrängen runt Aquidauana är platt. Aquidauana är det största samhället i trakten.
Omgivningarna runt Aquidauana är huvudsakligen savann. Runt Aquidauana är det mycket glesbefolkat, med 7 invånare per kvadratkilometer.